# Flegeton
Flegeton (grč. Φλεγέθων, Phlegéthôn) ili Piriflegeton (grč. Πυριφλεγέθων, Puriphlegéthôn) u grčkoj mitologiji rijeka je vatre u Hadu. Vjerovalo se da Flegeton gori, ali da za to ne koristi nikakvo gorivo, a također se vjerovalo da je on rijeka ključajuće krvi.

## Mitologija
Flegeton je tekao paralelno s rijekom Stiks. Božica Stiks bila je zaljubljena u nj, ali bi je svaki put gasio njegov plamen. Na posljetku je Zeus učinio da je vatra ne može ugasiti te se ujedinila s Flegetonom.

## Vanjske poveznice
- Flegeton u klasičnoj literaturi (engl.)